# Azkaban
Azkaban, còn được gọi là nhà ngục Azkaban là một nhà ngục hư cấu trong bộ truyện Harry Potter của nhà văn J. K. Rowling.
Azkaban được xây dựng vào thế kỷ XV và đưa vào sử dụng từ năm 1718. Nhà ngục Azkaban nằm trên một hòn đảo giữa Biển Bắc, dùng để giam giữ những tên pháp sư bị kết án vì một tội ác nào đó.
Nhà ngục Azkaban được ếm bùa ẩn giấu, vì thế dân Muggle không thể biết được vị trí của nhà ngục. Vào khoảng thập niên 1730 – 1740, một nghĩa địa được lập ra trên đảo để chôn cất những tù nhân chết vì tuyệt vọng, do những tên giám ngục gây ra.
Ngoài Azkaban, một nhà tù khác cũng từng tồn tại, đó là Nurmengard, do Phù thủy Hắc ám Gellert Grindelwald lập ra. Sau này khi bị cụ Dumbledore đánh bại trong cuộc chiến tay đôi huyền thoại, Grindelwald đã bị tống giam vào chính nhà ngục của mình. Dẫu vậy, Azkaban vẫn nhà ngục chính thức của thế giới Pháp thuật.
Sau khi Voldemort bị tiêu diệt vào năm 1997, Kingsley Shacklebolt, người được bổ nhiệm là Bộ trưởng Bộ Pháp Thuật mới, cho rằng những tên giám ngục không đáng tin tưởng để giao phó công việc này, vì chúng đã quay đầu theo phe Hắc ám trong trận chiến này. Vì thế, ông Shacklebolt đã cho những Thần Sáng làm nhiệm vụ quản ngục tại Azkaban.

## Tham Khảo
https://fandom.vn/hp/nha-nguc-azkaban/ Lưu trữ ngày 14 tháng 12 năm 2021 tại Wayback Machine (xin đừng quan tâm đến quảng cáo)